# 艾因迪斯
36°05′32″N 7°07′02″E / 36.092147°N 7.117209°E
艾因迪斯（阿拉伯语：‎），是阿爾及利亞的城鎮，位於該國東北部烏姆布瓦吉省，由錫古斯區負責管轄，面積123平方公里，2008年人口2,767，人口密度每平方公里22人。